# Distretto di Mahabo
Il distretto di Mahabo è un distretto del Madagascar situato nella regione di Menabe. Ha per capoluogo la città di Mahabo.
La popolazione del distretto è di 134 111 abitanti (censimento 2011).